# Paullinia polyphylla
Paullinia polyphylla är en kinesträdsväxtart som beskrevs av Julius Heinrich Karl Schumann. Paullinia polyphylla ingår i släktet Paullinia och familjen kinesträdsväxter. Inga underarter finns listade i Catalogue of Life.